# Oliver Nelson
Oliver Nelson (* 4. Juni 1932 in St. Louis, Missouri; † 27. Oktober 1975 in Los Angeles, Kalifornien) war ein US-amerikanischer Jazz-Saxophonist, Jazz- und Film-Komponist, Arrangeur und Band-Leader.

## Leben und Werk
Nelson stammte aus einer musikalischen Familie – sein Bruder war auch Saxophonist und spielte mit Cootie Williams in den 1940er Jahren, auch seine Schwester spielte Klavier und sang. Mit sechs Jahren lernte er Klavier und mit elf Jahren Saxophon zu spielen. Ab 1947 trat er in lokalen Bands um St. Louis auf, bevor er von 1950 bis 1951 der Louis Jordan Big Band beitrat, um dort 2. Saxophon (Altsaxophon) zu spielen und zu arrangieren. Wie Jordan blieb auch Nelson zeitlebens vom Rhythm and Blues geprägt. Nach dem Wehrdienst bei den Marines studierte er bis zu seinem Abschluss 1958 an der Washington University in St. Louis Musiktheorie und Komposition.
In den 1950er-Jahren war Nelson im Erskine Hawkins Orchester und 1959 kurz bei Louie Bellson, brachte aber schon eigene Alben als Leader heraus mit Musikern wie Kenny Dorham, Johnny Hammond Smith, Roy Haynes, King Curtis und Jimmy Forrest. Sein Durchbruch kam mit dem Album The Blues and the Abstract Truth mit seinem Standard „Stolen Moments“. Mitwirkende bei dem Album waren u. a. Eric Dolphy, Freddie Hubbard und Bill Evans. Ab 1967 lebte er in Los Angeles, um sich Film- und Fernsehmusikaufträgen zu widmen. Er trat aber ab 1966 gelegentlich mit einer eigenen All Star Big Band auf, so 1970 bei den Berliner Jazztagen, 1971 beim Montreux Jazz Festival und 1975 bei Festivals in New York und Los Angeles.
Als Arrangeur arbeitete Nelson nicht nur 1960–1961 für Quincy Jones (in dessen Orchester er auch spielte), sondern auch für Thelonious Monk (Monk’s Blues, 1969), Jimmy Smith (bei seinem ersten Big-Band-Auftritt), Wes Montgomery, , Count Basie (auf Afrique), Cannonball Adderley, Sonny Rollins, Eddie Lockjaw Davis, Johnny Hodges, Buddy Rich, Stanley Turrentine, Billy Taylor. Außerdem arrangierte er für Pop- und Soulstars wie Nancy Wilson, Diana Ross, die Temptations und James Brown.
Zu Nelsons TV- und Filmkompositionen zählen die Musik zu Death of a Gunfighter (ein Western mit Richard Widmark), Ironside, Night Gallery, Columbo, The Six Million Dollar Man, The Bionic Woman und Longstreet.
Er starb an einem Herzanfall mit nur 43 Jahren.

## Filmografie (Auswahl)

### Kino
- 1969: Frank Patch – Deine Stunden sind gezählt (Death of a Gunfighter)
- 1970: Abenteuer in Neuguinea (Skullduggery)
- 1970: Rache aus dem Knast (Zig Zag)

### Fernsehen
- 1968: Istanbul Expreß (Istanbul Express)
- 1970: Dial Hot Line
- 1970: Im letzten Moment (The Alpha Cape)
- 1975: Das Sechs-Millionen-Dollar-Girl (The Bionic Woman)

## Aufnahmen (Auswahl)
- 1959: Meet Oliver Nelson: Featuring Kenny Dorham (New Jazz Records, OJC) mit Ray Bryant, Wendell Marshall, Art Taylor
- 1960: Taking Care of Business (OJC) mit Lem Winchester, Johnny Hammond Smith, George Tucker, Roy Haynes
- 1960: Screamin' the Blues (OJC) mit Richard Williams, Eric Dolphy, Richard Wyands, George Duvivier, Roy Haynes
- 1960: Soul Battle (Prestige, OJC) mit King Curtis, Jimmy Forrest, Gene Casey, Duvivier, Haynes
- 1960: Nocturne (OJC) mit Richard Wyands, Duvivier, Haynes
- 1961: Straight Ahead (New Jazz Records, OJC) mit Eric Dolphy, Richard Wyands, Duvivier, Haynes
- 1961: The Blues and the Abstract Truth
- 1961: Main Stem (OJC) mit Hank Jones, Duvivier, Charli Persip, Ray Barretto
- 1962: Afro/American Sketches Bigband mit Urbie Green, Ernie Royal, Melba Liston, Joe Newman, Julius Watkins
- 1964: More Blues and the Abstract Truth (OJC) mit Thad Jones, Phil Woods, Phil Bodner, Ben Webster, Pepper Adams, Roger Kellaway, Richard Davis, Grady Tate
- 1964: Fantabulous
- 1967: Live in Los Angeles (Impulse!) mit Bobby Bryant, Conte Candoli, Buddy Childers, Frank Strozier, Bill Perkins, Jack Nimitz, Frank Strazzeri, Mel Brown, Monty Budwig, Ed Thigpen
- 1968: Leonard Feather Presents The Sound of Feeling and the Sound of Oliver Nelson (Verve, mit The Sound of Feeling)
- 1971: Swiss Suite (RCA Victor) mit Charles Tolliver, Harry Beckett, Jesper Thilo, Stanley Cowell, Victor Gaskin, Bernard Purdie
- 1971: Impressions of Berlin
- 1974: In London with Oily Rags
- 1975: Skull Session
- 1976: A Dream Deferred
- 1977: Everything Happens to Me (Gemini)

## Jazz-Sammlung
- The Oliver Nelson Verve/Impulse Big Band Sessions (1962-66) – (Mosaic – 2006) – 6 CDs mit Snooky Young, Ernie Royal, Joe Newman, Clark Terry, Urbie Green, Jimmy Cleveland, Quentin Jackson, Jerry Dodgion, Al Cohn, Jerome Richardson, Danny Bank, Jimmy Raney, George Duvivier, Ed Shaughnessy, Phil Woods, Jim Hall, Milt Hinton, Osie Johnson, Ben Tucker, Grady Tate, Joe Wilder, J. J. Johnson, Bob Brookmeyer, Zoot Sims, Albert Dailey, Eric Gale, Ron Carter, Nat Adderley, Hank Jones, Bobby Rosengarden, Benny Powell, Don Butterfield, Shirley Scott, Thad Jones, Melba Liston, Attila Zoller, Jimmy Heath, Milt Jackson, Ray Brown, Bobby Bryant, Conte Candoli, Plas Johnson, Bill Perkins, Jack Nimitz, Victor Feldman, Shelly Manne, Al Porcino, Pee Wee Russell, Frank Wess, Seldon Powell, Jimmy Smith org, Doc Severinsen, Britt Woodman, Barry Galbraith, Jimmy Johnson dm, Kenny Burrell, Billy Butler, Richard Davis, Willie Ruff fr-h, Bob Cranshaw, Wes Montgomery, Jimmy Maxwell, Ray Barretto

### Musikbeispiele
- Oliver Nelson: Stolen Moments (feat. Bill Evans, Freddie Hubbard & Paul Chambers) auf YouTube
- Jimmy Smith & Wes Montgomery: 13 (Death March) auf YouTube